# Muntingiaceae
Muntingiaceae C.Bayer, M.W.Chase & M.F.Fay, 1998 è una famiglia di piante angiosperme dell'ordine Malvales.

## Tassonomia
La famiglia comprende i seguenti generi:
- Dicraspidia Standl.
- Muntingia L.
- Neotessmannia Burret